# Vāvān
Vāvān (persiska: واوان) är en ort i Iran.   Den ligger i provinsen Västazarbaijan, i den nordvästra delen av landet, 500 km väster om huvudstaden Teheran. Vāvān ligger 1 086 meter över havet och antalet invånare är 842.
Terrängen runt Vāvān är kuperad söderut, men norrut är den bergig. Vāvān ligger nere i en dal. Runt Vāvān är det ganska tätbefolkat, med 80 invånare per kvadratkilometer. Närmaste större samhälle är Ālvātān, 16,9 km nordväst om Vāvān. Trakten runt Vāvān består till största delen av jordbruksmark.